# Go-go
Go-go is een subgenre van de funkmuziek dat eind jaren zestig is ontstaan in Washington.
Go-go valt te omschrijven als een mengeling van funk, rhythm-and-blues en vroege hiphop. Hierbij ligt de nadruk op lowfidelity-percussie en funkachtige jams. Het genre is populair geworden door The Young Senators en Chuck Brown & the Soul Searchers. Zij hadden tussen eind jaren zestig en eind jaren zeventig grote hits. Hierna bleef het genre populair in de omgeving van Washington. In Nederland maakt de band Gotcha! go-gomuziek.